# Free throw line dunk
Un free throw dunk est un terme anglophone utilisé pour désigner un type de slam dunk au basket-ball réalisé par un joueur sautant en longueur avant la limite de la ligne des lancers francs et en faisant entrer le ballon dans le panier par-dessus l'anneau. On appelle cette technique en français : le dunk en longueur depuis la ligne des lancers francs.
Le record du monde de saut en longueur est de 8,95 mètres par Mike Powell. Et le record du saut en hauteur est de 2,45 mètres par Javier Sotomayor. Le free throw dunk est un saut en trajectoire parabolique, une sorte de discipline athlétique complémentaire du saut en hauteur et du saut en longueur.
Le premier spécialiste de ce dunk en longueur est Julius Erving (alias Dr. J) qui le tente le premier en compétition en 1976 au cours du Slam Dunk Contest organisé par la ligue ABA.
Par la suite, Michael Jordan réalise deux fois ce dunk, notamment lors du Slam Dunk Contest de 1987 et lors de la finale du Slam Dunk Contest de 1988 contre Dominique Wilkins.
Le dunkeur ayant pris son envol pour un free throw dunk le plus loin du panier est Zach LaVine.
Ce dunk spectaculaire nécessitant une raquette libre, il est rare de le voir durant un match, et est plus courant en concours de dunk.